# デイヴィッド・マレー (第5代ストーモント子爵)
第5代ストーモント子爵デイヴィッド・マレー（英語: David Murray, 5th Viscount of Stormont、1665年 – 1731年11月9日）は、スコットランド貴族、ジャコバイト。

## 生涯
第4代ストーモント子爵デイヴィッド・マレーとジーン・カーネギー（Jean Carnegie、第2代サウスエスク伯爵ジェームズ・カーネギーの娘）の息子として生まれ、1668年7月24日に父が死去するとストーモント子爵の爵位を継承した。
ストーモント子爵は1707年合同法に反対し、1715年ジャコバイト蜂起では政府へ出頭せざるを得なかった。
1688年1月31日、デイヴィッド・スコットの娘マージョリー（Marjory、1746年4月没）と結婚した。
- デイヴィッド（1689年頃 – 1748年） - 第6代ストーモント子爵
- ジェームズ（英語版）（1690年頃 – 1770年） - ジャコバイト貴族のダンバー伯爵
- ジョン - 夭折
- ウィリアム（英語版）（1705年 – 1793年） - 初代マンスフィールド伯爵
- キャサリン（1754年11月25日没） - 生涯未婚
- マージョリー - ジョン・ヘイ・オブ・クロムリックス（英語版）と結婚
- アメリア（1774年2月8日没） - アレクサンダー・リンジー（英語版）と結婚、子供あり
- チャールズ - 子供なし
- ロバート - 子供なし
- マーガレット（1702年頃 – 1785年4月18日） - 子供なし
- ジーン（1758年8月10日没） - 生涯未婚
- ニコラ・ヘレン（Nicola Helen、1777年11月7日没） - 子供なし
- メアリー - 生涯未婚

1731年11月9日、コムロンゴンで死去した。長男デイヴィッドが爵位を継承した。